# Perconia fumosa
Perconia fumosa är en fjärilsart som beskrevs av Fjeldborg 1945. Perconia fumosa ingår i släktet Perconia och familjen mätare. Inga underarter finns listade i Catalogue of Life.